# Braylon Edwards
Braylon Jamel Edwards (* 21. Februar 1983 in Detroit, Michigan) ist ein ehemaliger US-amerikanischer American-Football-Spieler auf der Position des Wide Receivers. Er spielte bei den Cleveland Browns, Seattle Seahawks, San Francisco 49ers und den New York Jets in der National Football League (NFL).

## College

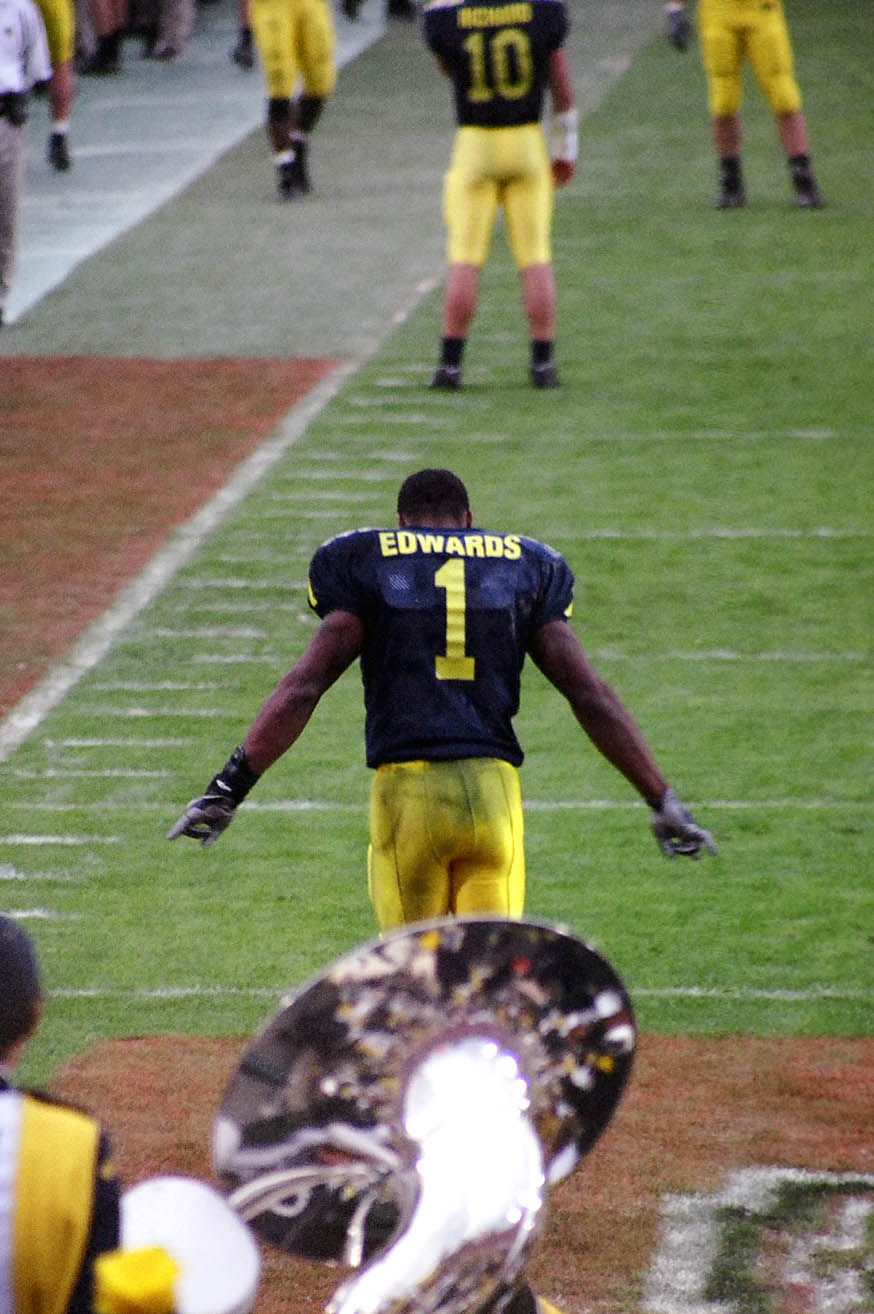
Edwards im Trikot der Wolverines

Vor dem College besuchte Edwards die Bishop Gallagher High School in Harper Woods, Michigan. Von dort aus ging er nach drei Jahren auf die University of Michigan und spielte dort College Football. In seinem ersten Jahr wurde er aber kaum eingesetzt und kam so nur auf drei gefangene Pässe. Doch in seiner zweiten Saison folgte der Durchbruch im Team der Wolverines. Edwards wurde in allen regulären Saisonspielen von Michigan eingesetzt und fing dabei 67 Pässe, für einen Raumgewinn von 1035 Yards. Am Ende der Saison gewann er mit seinem Team zusätzlich noch den Outback Bowl. Im darauf folgenden Jahr 2003 gelang es ihm dann, mit 85 gefangenen Pässen und einem Raumgewinn von 1138 Yards, sogar seine Leistung noch einmal zu steigern. Dies gelang ihm in der folgenden Saison ebenfalls, womit er einer von nur neun Spielern in der Geschichte des College Footballs wurde, die es schafften drei Jahre in Folge mehr als 1000 Yards Raumgewinn zu erzielen. Zudem wurde er in seinem letzten Jahr am College mit dem Fred Biletnikoff Award ausgezeichnet und ins All-American First Team gewählt. Edwards gewann des Weiteren mit den Wolverines in den Jahren 2003 und 2004 den Rose Bowl.

## NFL

### Cleveland Browns

#### Die Rookie-Saison
Nachdem Edwards im NFL Draft 2005 von den Cleveland Browns als dritter Spieler ausgewählt worden war, dauerte es einige Zeit, bis er seinen Vertrag dort unterschrieb, weshalb er den Beginn der Saisonvorbereitung nahezu komplett verpasste. Als die Saison dann begonnen hatte, war Edwards zunächst Wide Receiver Nummer drei in der Rangordnung der Browns, hinter Antonio Bryant und Dennis Northcutt. Daher kam er anfangs kaum zum Einsatz und konnte zwischenzeitlich auf Grund einer Verletzung gar nicht spielen. Mitte der Saison schaffte er dann den Sprung in die Startformation der Browns und ersetzte dort Dennis Northcutt. Am Ende der Saison waren die Browns dann Dritter in der AFC North zusammen mit den Baltimore Ravens und schafften somit nicht den Einzug in die Play-offs. Edwards hatte sich dann am Ende der Saison am Knie verletzt und musste daher die komplette Sommerpause nutzen, um wieder fit zu werden.

#### Anhaltende Erfolglosigkeit mit den Browns

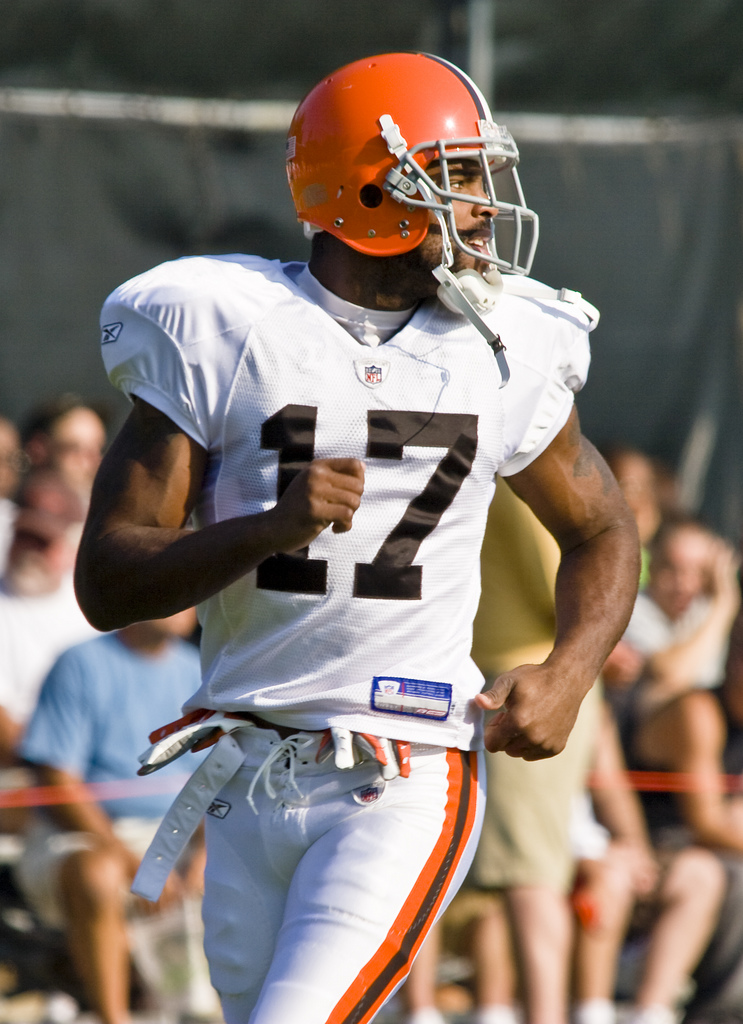
Edwards während seiner Zeit bei den Browns

Von seiner Verletzung regeneriert startete Edwards dann mit den Browns am 10. September 2006 in die neue Saison. Während der Saison stieg Edwards dann wegen einer Verletzung seines Mitspielers Joe Jurevicius zum wichtigsten Wide Receiver der Browns auf. Diese Rolle hielt er dann schließlich bis zum Ende der Saison inne und fing insgesamt 61 Pässe für die Browns, die am Ende Letzter in der Division wurden. In der Saison 2007 folgte Edwards endgültiger Durchbruch. Durch seine gefangenen Pässe erzielte er einen Raumgewinn von 1289 Yards, womit er Zweiter in der NFL hinter Randy Moss war. Durch seine guten Leistungen hätte er es dann auch fast geschafft die Browns seit 2002 wieder in die Play-offs zu führen. Doch diese verpassten die Browns knapp, da sie zwar mit 10:6 die gleiche Bilanz wie der Divisionsieger, die Pittsburgh Steelers, hatten, aber gegen diesen beide direkten Duelle verloren hatten. Edwards wurde während seiner erfolgreichsten Saison mit den Browns zum Pro Bowl gewählt und war damit der erste Wide Receiver der Browns seit Webster Slaughter 1989, dem diese Ehre zuteilwurde. Die Erfolge der letzten Saison ließen natürlich auch die Erwartungen in Cleveland steigen. Aber sowohl Edwards, der die NFL 2008 in fallengelassenen Pässen anführte (16), als auch die Browns konnten die Leistungen aus der vergangenen Saison nicht bestätigen und landeten am Ende der Spielzeit auf einem enttäuschenden letzten Platz in der Division.

### New York Jets

#### Ankunft in New York
Am 7. Oktober 2009 wechselte Edwards zu den New York Jets. Die Cleveland Browns bekamen im Gegenzug dafür den Wide Receiver Chansi Stuckey, den Linebacker Jason Trusnik, einen Dritt- und einen Fünftrundenpick im nächsten NFL Draft.
In seiner ersten Saison bei den Jets fing er mit Hilfe von Rookie-Quarterback Mark Sanchez 35 Pässe für 541 Yards und vier Touchdowns. Diese Leistungen reichten für den zweiten Platz in der AFC East und zum Erreichen der Wild Card Play-offs. Dort schlugen die Jets die Cincinnati Bengals, ehe sie in der zweiten Runde die San Diego Chargers ebenfalls besiegen konnten. Edwards zeigte dabei eher schwache Leistungen und fing nur vier Pässe für 56 Yards. Dann stand das AFC Championship Game an, in welchem die Jets auf die Indianapolis Colts trafen. In der Partie konnte Edwards zwar einen 81-Yards Pass fangen und somit die ersten Punkte für die Jets erzielen, doch am Ende gewann Indianapolis deutlich mit 30:17.

#### Die Saison 2010
In seiner ersten kompletten Saison mit den New York Jets konnte Edwards seine Leistungen noch einmal steigern und spielte rein statistisch gesehen seine zweitbeste Saison in der NFL. Die Jets wurden nach Ende der Regular Season mit Edwards erneut Zweiter in der AFC East hinter den New England Patriots und schafften somit erneut den Sprung in die Play-offs. Dort konnten sie sich bei den Colts für die Niederlage im letzten AFC Championship Game revanchieren, was ihnen durch einen knappen 17:16-Sieg gelang. In der nächsten Play-off-Runde mussten die Jets dann gegen den Divisionrivalen aus Neuengland spielen. Edwards gelang im Spiel gegen die New England Patriots ein Touchdown und nach einer Stunde hatten die Jets dann mit 28:21 gewonnen. Das AFC Championship Game mussten die Jets schließlich gegen die Pittsburgh Steelers austragen. Doch auch dieses Mal blieb den Jets durch eine 24:19-Niederlage der Einzug in den Super Bowl verwehrt.

### San Francisco 49ers
Für die Saison 2011 unterschrieb Braylon Edwards einen Einjahresvertrag bei den San Francisco 49ers. Nach einem Jahr kehrte er zu den Jets zurück und wechselte 2012 im Laufe der Saison zu den Seattle Seahawks.